# Вероника Баумгартена
Веро́ника Баумга́ртена (лат. Veronica baumgartenii) — многолетнее травянистое растение, вид рода Вероника (Veronica) семейства Подорожниковые (Plantaginaceae).

## Распространение и экология
Территория бывшего СССР: Карпаты.
Произрастает по сухим каменистым склонам в альпийском и субальпийском поясах.

## Ботаническое описание
Корневище тонкое, горизонтальное. Стебли высотой 3—10 см, приподнимающиеся, коротко, прижато, густо и равномерно опушённые в верхней части или почти голые, густо облиственные, образующие дернину.
Листья супротивные, сидячие, нижние яйцевидные, округлые или продолговатые, длиной 0,5—1,5 см, шириной 3—10 мм, туповатые, с клиновидным основанием, верхние продолговатые или продолговато-ланцетные, острые, по краю мелко- и редкозубчатые.
Соцветие почти щитковидное, из нескольких боковых, пазушных, супротивных кистей, длиной 1,5—4,5 см, с 2—4 цветками. Цветоножки нитевидные, в 3—5 раз длиннее долей чашечки, длиной 7—15 мм. Прицветники линейные, в 2—3 раза короче цветоножек. Чашечка четырёхраздельная, почти голая, короче венчика, длиной около 4 мм, с широко продолговатыми чашелистиками; венчик синий, вдвое длиннее чашечки, из четырёх неравных долей — верхней округлой, двух боковых яйцевидных и нижней продолговатой.
Коробочка голая, вдвое длиннее чашечки, яйцевидная или почти округло-яйцевидная, длиной около 6 мм, шириной 4 мм, слабо выемчатая на верхушке. Семена плоско-выпуклые, широкояйцевидные или округлые, диаметром около 1,25 мм, прикрепляющиеся у основания, по краю слабо волнистые, почти гладкие, с округлым рубчиком на выпуклой стороне.
Цветёт в июле. Плодоносит в июле — августе.

## Таксономия
Вид Вероника Баумгартена входит в род Вероника (Veronica) семейства Подорожниковые (Plantaginaceae) порядка Ясноткоцветные (Lamiales).
|  |                                      |  |                                                             |                                                             |                          |  | ещё 21 семейство (согласно Системе APG II) | ещё 21 семейство (согласно Системе APG II) |                          |  |  |  | ещё от 300 до 500 видов |
|  |                                      |  |                                                             |                                                             |                          |  | ещё 21 семейство (согласно Системе APG II) | ещё 21 семейство (согласно Системе APG II) |                          |  |  |  | ещё от 300 до 500 видов |
|  |                                      |  |                                                             | порядок Ясноткоцветные                                      |                          |  |                                            |                                            | род Вероника             |  |  |  |                         |
|  |                                      |  |                                                             | порядок Ясноткоцветные                                      |                          |  |                                            |                                            | род Вероника             |  |  |  |                         |
|  | отдел Цветковые, или Покрытосеменные |  |                                                             |                                                             | семейство Подорожниковые |  |                                            |                                            | вид Вероника Баумгартена |  |  |  |                         |
|  | отдел Цветковые, или Покрытосеменные |  |                                                             |                                                             | семейство Подорожниковые |  |                                            |                                            |                          |  |  |  |                         |
|  |                                      |  | ещё 44 порядка цветковых растений (согласно Системе APG II) | ещё 44 порядка цветковых растений (согласно Системе APG II) |                          |  |                                            | ещё 90 родов                               | ещё 90 родов             |  |  |  |                         |
|  |                                      |  |                                                             | ещё 44 порядка цветковых растений (согласно Системе APG II) |                          |  |                                            |                                            | ещё 90 родов             |  |  |  |                         |